# اتفاقية قمع الأعمال غير المشروعة الموجهة ضد سلامة الملاحة البحرية

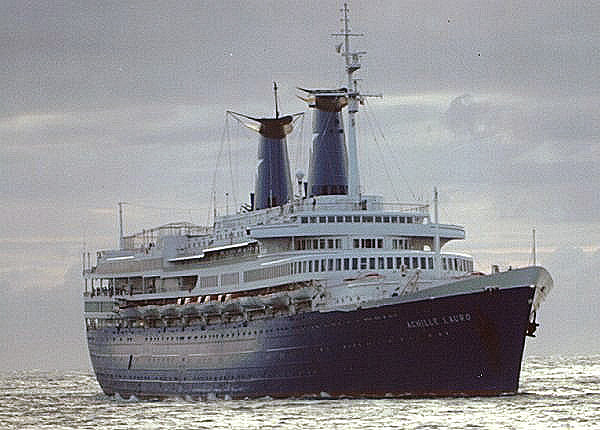

اتفاقية قمع الأعمال غير المشروعة الموجهة ضد سلامة الملاحة البحرية المعروف أيضا باسم قانون سوا هي معاهدة متعددة الأطراف التي تتفق الدول على حظر ومعاقبة السلوك التي قد تهدد سلامة الملاحة البحرية.
صدرت الإتفاقية سنة 1988 والبروتوكول المتعلق بقمع الأعمال غير المشروعة الموجهة ضد سلامة المنصات الثابتة القائمة في الجرف القاري واعتمدت في 10 مارس 1988 وبدأ تنفيذها في 1 مارس 1992. تبعها بروتوكول اعتمد في 14 أكتوبر 2005؛ و بدأ تنفيذه 28 يوليو 2010.
جاءت الاتفاقية نتيجة قلق من الأفعال غير المشروعة التي تهدد سلامة السفن وأمن الركاب والطواقم والتي نمت خلال 1980 ، وبالترافق مع تقارير الطواقم التي خطفت والسفن التي أفلست أو نسفت بالمتفجرات ولم يسلم الركاب من التهديد والقتل في بعض الأحيان.
وفي نوفمبر 1985 اثيرت المشكلة في الجمعية العمومية للمنظمة البحرية الدولية باقتراح من الولايات المتحدة لوضع التدابير الكفيلة لمنع مثل هذه الأفعال غير المشروعة التي تهدد سلامة السفن وأمن الركاب وأفراد الطاقم، واصدرت لجنة السلامة البحرية MSC تعميم بشأن التدابير الرامية إلى منع الأعمال غير المشروعة ضد الركاب والأطقم على متن السفن.
وفي مارس 1988 اعتمد مؤتمر في روما لاتفاقية قمع الأعمال غير المشروعة الموجهة ضد سلامة الملاحة البحرية
و الغرض الرئيسي من هذه الاتفاقية هو ضمان اتخاذ الإجراءات المناسبة ضد الأشخاص الذين يرتكبون الأفعال غير المشروعة ضد السفن وتشمل هذه الاستيلاء على السفن بالقوة. أعمال العنف ضد الأشخاص على متن السفن. ووضع أجهزة على متن السفينة التي من شأنها أن تدمرها وتتسبب بالأضرار بها.
والاتفاقية تلزم الحكومات المتعاقدة إما التسليم أو المحاكمة المتهمين.
واعتمدت تعديلات مهمة في اتفاقية عام 1988 وفق البروتوكول المتعلق بها، من قبل المؤتمر الدبلوماسي لإعادة النظر في المعاهدات قمع الأعمال غير المشروعة في أكتوبر 2005. واعتمدت التعديلات في شكل بروتوكولات معاهدات قمع الأعمال غير المشروعة (البروتوكولات 2005).